# دلفی (ایندیانا)
دلفی، ایندیانا (به انگلیسی: Delphi, Indiana) یک شهر در ایالات متحده آمریکا با جمعیت ۲٬۸۹۳ نفر است که در شهرستان کرول واقع شده‌است.

## موقعیت جغرافیایی
موقعیت جغرافیایی شهرها و مناطق اطراف به شرح زیر است:

## نگارخانه

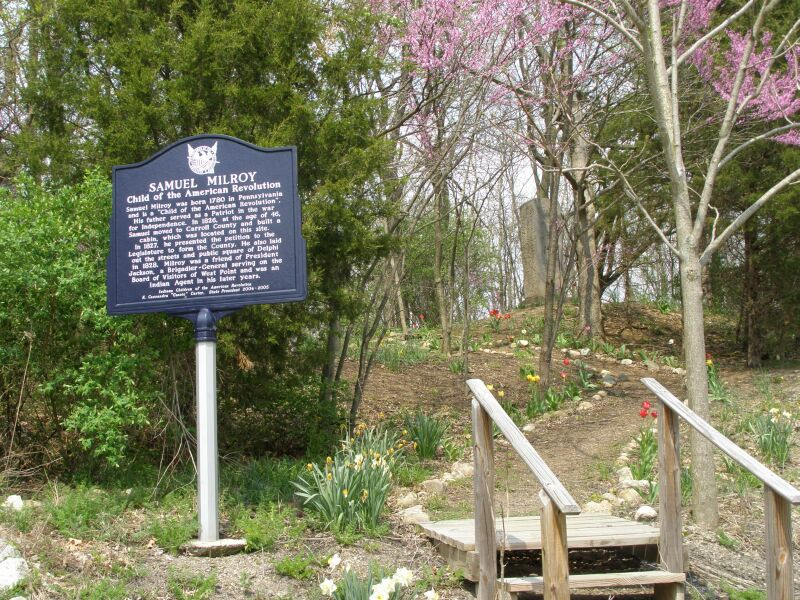
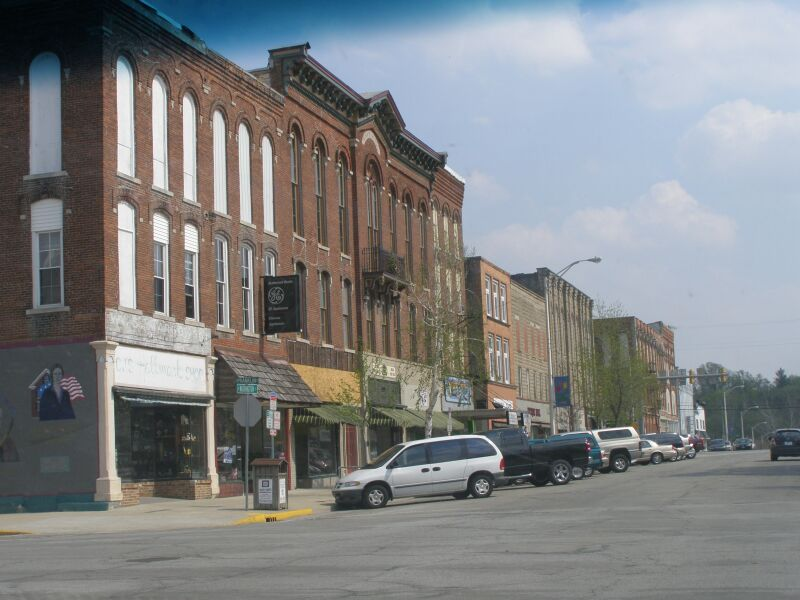
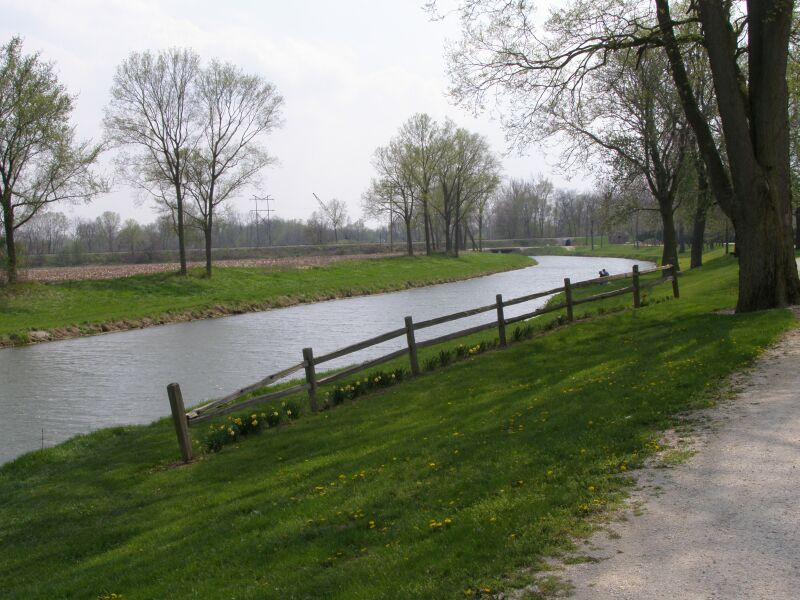